# Center Hejdarja Alijeva
Center Hejdarja Alijeva je 57.500 m² velik stavbni kompleks v Bakuju v Azerbajdžanu, ki ga je zasnovala iraško-britanska arhitektka Zaha Hadid in je znan po svoji značilni arhitekturi in fluidnem, ukrivljenem slogu brez ostrih kotov. Center nosi ime po Hejdarju Alijevu, prvem sekretarju sovjetskega Azerbajdžana med letoma 1969 do 1982 in predsedniku Azerbajdžanske republike od oktobra 1993 do oktobra 2003.

## Oblikovanje
Leta 2007 je bila Zaha Hadid po končanem arhitekturnem natečaju imenovana za oblikovalko centra. V centru so konferenčna dvorana (avditorij), galerijska dvorana in muzej. Projekt naj bi igral integralno vlogo v intelektualnem življenju mesta. Stoji se blizu središča mesta, zato ima ključno vlogo pri prenovi Bakuja.
Center Hejdarja Alijeva predstavlja fluidno obliko, ki nastane z gubanjem naravne topografije pokrajine in z ovijanjem posameznih funkcij centra. Vse funkcije centra, skupaj z vhodi, so predstavljene z gubami v eni neprekinjeni površini. Ta fluidna oblika daje priložnost za povezovanje različnih kulturnih prostorov, hkrati pa zagotavlja vsakemu elementu Centra svojo identiteto in zasebnost. Kot se gube zložijo v notranjosti, koža erodira in postane element notranje pokrajine centra.
Center je bil 10. maja 2012 uradno slovesno odprt, otvoritev je vodil sedanji predsednik Azerbajdžana Ilham Alijev.
Z mednarodno priznanim arhitekturnim delom je stavba Centra Hejdarja Alijeva postala svojevrsten mejnik sodobnega Bakuja zaradi svoje inovativne in vrhunske zasnove. V osmih nadstropjih je v centru 1000-sedežni avditorij, razstavni prostori, konferenčni center, delavnice in muzej.
Stavba je bila leta 2013 nominirana za nagrade tako na festivalu svetovne arhitekture kot na bienalnem Inside Festival. Leta 2014 je Center osvojil nagrado Design Museuma, Design of the Year 2014 kljub zaskrbljenosti glede zapisov o človekovih pravicah. Tako je bila Zaha Hadid prva ženska, ki je na tem tekmovanju osvojila glavno nagrado.

## V popularni kulturi
Stavba je bila predstavljena v dokumentarni televizijski seriji Extreme Engineering, ki jo predvajata kanala Discovery in Science Channel. Epizoda, imenovana Azerbajdžanska neverjetna preobrazba, je bila predvajana 22. aprila 2011 v okviru 9. sezone. Stavba je bila predstavljena tudi na spotu Samre Rahimli za razglednico Azerbajdžana na Pesmi Evrovizije 2016 in kot Google Doodle v letu 2017.

## Aktivnosti
29. junija 2012 je v centru Hejdarja Alijeva potekalo uradno odprtje foruma Crans Montana, ki so se ga udeležili predsednik Azerbajdžana Ilham Alijev, predsednik Gruzije Miheil Sakašvili, predsednik Makedonije Gjorge Ivanov, predsednik Črne gore Filip Vujanović ter tuja javnost, poslanci, intelektualci in poslovni krogi.
3. julija 2012 je bila v Centeru slovesnost uradnega odhoda azerbajdžanske delegacije na poletne olimpijske igre 2012 v Londonu. V avli centra so bile nameščene fotografije s transparenti, ki so prikazovale olimpijsko gibanje v Azerbajdžanu. 
20. julija 2012 se je okoli 11.30 na strehi stavbe vnel požar. Hitro so ga pogasili gasilci in sprva poročali, da je požar poškodoval le streho stavbe, notranjost pa da je le rahlo poškodovana, predvsem zaradi vode, ki so jo gasilci uporabljajo za gašenje požara. Ugotovljeno je bilo, da je požar nastal zaradi malomarnosti pri uporabi opreme v strehi; trije turški izvajalci so bili pozneje obtoženi. Ugotovljeno je bilo, da je nastala škoda imela »velike posledice in materialno škodo v velikem obsegu«. Po šestnajstih mesecih popravil je bil Center formalno (ponovno) odprt 5. novembra 2013.
2. in 3. novembra 2013 je v Centru gostovalo moskovsko glasbeno gledališče Helikon-Opera pod vodstvom ljudskega umetnika iz Rusije Dmitrija Bertmana, s slavnostnim koncertom Trajna ljubezen, program, ki je vključeval lirične pesmi različnih svetovnih uspešnic. 3. novembra so isti umetniki uprizorili opero italijanskega skladatelja Umberta Giordana Sibirija pod vodstvom Dmitrija Bertmanna. Opera pripoveduje zgodbo o ljubezni med dvema mladima, ki se začne v cesarskem Sankt Petersburgu in se tragično konča s trdim delom v Sibiriji.

### Razstave

#### Življenje, Smrt in Lepota
21. junija 2013 je v Centru potekala razstava del ameriškega umetnika Andyja Warhola z naslovom Življenje, smrt in lepota, ki jo je uredil Gianni Mercurio in ki je bila posvečena 85-letnici umetnika. Razstava je v Azerbajdžanu prvič predstavila več kot sto umetnikovih del, med njimi tudi kratke dokumentarce Warhola. Prikazane so bile avtorjeve fotografije, portreti filma, glasbe in modnih zvezd, pa tudi druga svetovno znana dela, med drugim Rože, Kamuflaža, Zadnja večerja, oške roke molijo, Električni stol, itd. 6. avgusta, na umetnikov rojstni dan, so lahko prebivalci in obiskovalci Bakuja prosto obiskali razstavo, ki je trajala do 9. septembra .

#### Na prelomu stoletja
1. oktobra 2013 je v centru Heydar Alijev potekala osebna razstava ljudskega umetnika Azerbajdžana, podpredsednika Ruske akademije umetnosti Tahirja Salahova z naslovom Na prelomu stoletja. Razstava je bila datirana na umetnikovo 85-letnico. Na odprtju je bil poudarjen njegov velik prispevek k razvoju azerbajdžanske likovne umetnosti. Umetniška dediščina Tahirja Salahova je sestavni del umetnosti ne le Azerbajdžana, temveč tudi celotne nekdanje Sovjetske zveze. Znan je kot eden izmed ustanoviteljev strogega sloga v slikarstvu. Na razstavi je bilo predstavljenih več kot 100 umetnikovih del, ustvarjenih v različnih obdobjih in njegova dela na preprogah. Med eksponati so bili portreti Heydarja Alijeva, skladatelja Gara Garajeva in Dmitrija Šostakoviča, glasbenika Mstislava Rostropoviča, dela Aidan, Jutro. Absheron, Koroglu, triptih Ateshgah, Kaspijsko danes, Deviški stolp in druga znana dela ljudskega umetnika. Razstava je trajala do 8. novembra .
Leta 2017 je center odprl svoja vrata tudi razstavi Sodobne turške umetnosti, zbirki umetniških del različnih turških umetnikov .

#### Mojstrovine zgodovine
27. maja 2019 je center Heydar Alijev gostil razstavo Mojstrovine zgodovine, ki je vključevala starodavne artefakte iz Gruzije in Azerbajdžana.
Večina artefaktov pripada Gadžarski epohi in so po vsem svetu znana keramična in kovinska dela, platna, miniature in osebne stvari Fatali kana, vključno z njegovim portretom.
Na razstavi je bila tudi fotografska zbirka Dmitrija Yermakova, udeleženca rusko-osmanske vojne 1877-1878.

#### Hiperrealistična skulptura. Skoraj živa
29. novembra 2018 je v centru Heydar Alijev potekala razstava Skoraj živ. Razstavo so sestavljale deformirane figure izjemnih dimenzij, enobarvni kipi, kosi, ki so predstavljali različne dele telesa.
Dela so ustvarili Daniel Firman, Duane Hanson, Tony Matelli, Mel Ramos, Mathilde ter Heijne, Robert Graham, Allen Jones, Zharko Basheski, George Segal in drugi umetniki.

#### Možne dimenzije
Zurab Tsereteli je 22. maja v centru Hejdarja Alijeva odprl razstavo posvečeno 85-letnici Zuraba Ceretelija, 30 razstavljenih slik in kipov iz Moskve, Tbilisija in Londona.

#### Dunajski Straussov festivalski orkester
26. novembra je imel v Centru koncert Dunajski Straussov festivalski orkester. Koncert je bil razprodan. Orkester je nastopil s koncerti v centru Heydar Alijev tudi v letih 2014 in 2016. 

#### Sadgurujevo predavanje:Notranji inženiring: tehnologije za dobro počutje
Jaggi Vasudev, znan tudi kot Sadguru, je 10. novembra predaval v centru Hejdarja Alijeva. Predmet predstavlja celovit sistem, ki izhaja iz večstoletnih študij joge, katerih cilj je temeljita in trajnostna osebna preobrazba. 

## Mini Azerbajdžan
Na razstavi Mini Azerbajdžan v drugem nadstropju se obiskovalci lahko seznanijo tudi z zgodovino in arhitekturo razstavljenih stavb v azerbajdžanskem in angleškem jeziku.
Med razstavljenimi so stavbe iz srednjega veka (Deviški stolp, mavzolej Momine Khatun), 19. stoletja (Bakuški bazar, Azerbajdžanska državna filharmonija, palača Ismailiija), dobe ZSSR (Hiša vlade, Zeleno gledališče), 21. stoletja (Bakujska Kristalna dvorana, Plamenski stolpi), pa tudi zgradbe, ki se gradijo (olimpijski stadion Baku, Državni sklad za nafto Republike Azerbajdžan). 

## Mednarodne povezave
Center Hejdarja Alijeva ohranja tesne vezi s številnimi mednarodnimi agencijami, sorodnimi strukturami v tujini, muzeji in razstavnimi centri. Center organizira prireditve in razstave kot rezultat skupnega sodelovanja z različnimi organizacijami, muzeji in razstavami Avstrije, Belgije, Velike Britanije, Francije, Italije, Rusije, Slovenije, Turčije in tako naprej. Hkrati je izvedel številne projekte v Veliki Britaniji, Izraelu, Italiji, Madžarski, Romuniji, Rusiji, Turčiji, na Japonskem in drugih. Center je postal član različnih mednarodnih organizacij.
Internatioanl Association of Exhibitions and Events (IAEE) 
Glavni cilj Združenja je podpora agencijam, ki sodelujejo pri organizaciji prireditev in razstav, z viri in informacijami ter razvojem razstavne industrije. Center uživa članstvo v IAEE od 17. septembra 2013.
International Congress and Convention Association (ICCA) 
ICCA je vodilno svetovno združenje na področju organizacije in prirejanja mednarodnih dogodkov z 90 državami članicami. Center je postal član ICCA z 10. oktobrom 2013.
International Association of Convention Centers (AIPC) 
Združenje, do katerega je pristopil 15. septembra 2014, združuje strokovne vodje kongresnih centrov in razstavnih dvoran, trenutno pa je zastopanih več kot 50 držav članic.
Association of Event Organizers (AEO) 
Združenje združuje organizacije, ki sodelujejo pri upravljanju, delovanju in prodaji dogodkov. Izmenjava najboljših praks na področju varnosti in trajnosti ter tehničnih in finančnih vprašanj je glavni cilj AEO, katerega center je bil član 15. decembra 2014